# Ивановка (Татарский район)
Ива́новка — деревня в Татарском районе Новосибирской области. Входит в состав Новопокровского сельсовета.

## География
Площадь деревни — 35 гектаров.

## Население
| 2002 | 2007 | 2010 |
| ---- | ---- | ---- |
| 119  | ↗129 | ↘109 |

## Инфраструктура
В деревне по данным на 2007 год функционируют 1 учреждение здравоохранения и 1 учреждение образования.